# Сан Ђовани (Ровиго)
Сан Ђовани је насеље у Италији у округу Ровиго, региону Венето.
Према процени из 2011. у насељу је живело 74 становника. Насеље се налази на надморској висини од -2 м.